# Ochthebius striatus
Ochthebius striatus es una especie de escarabajo del género Ochthebius, familia Hydraenidae. Fue descrita científicamente por Castelnau en 1840.
Se distribuye por Turquía. Mide 1,8 milímetros de longitud y su edeago 0,4 milímetros.